# Щучья (приток Оби)
Щучья (в верховье Большая Щучья) (нен. Пыряяха) — река в России, протекает по территории Ямало-Ненецкого автономного округа, левый приток Оби.
По-ненецки называется Пыряяха, что и означает «щучья». Соответственно, Большая Щучья — Нгарка-Пыряяха.

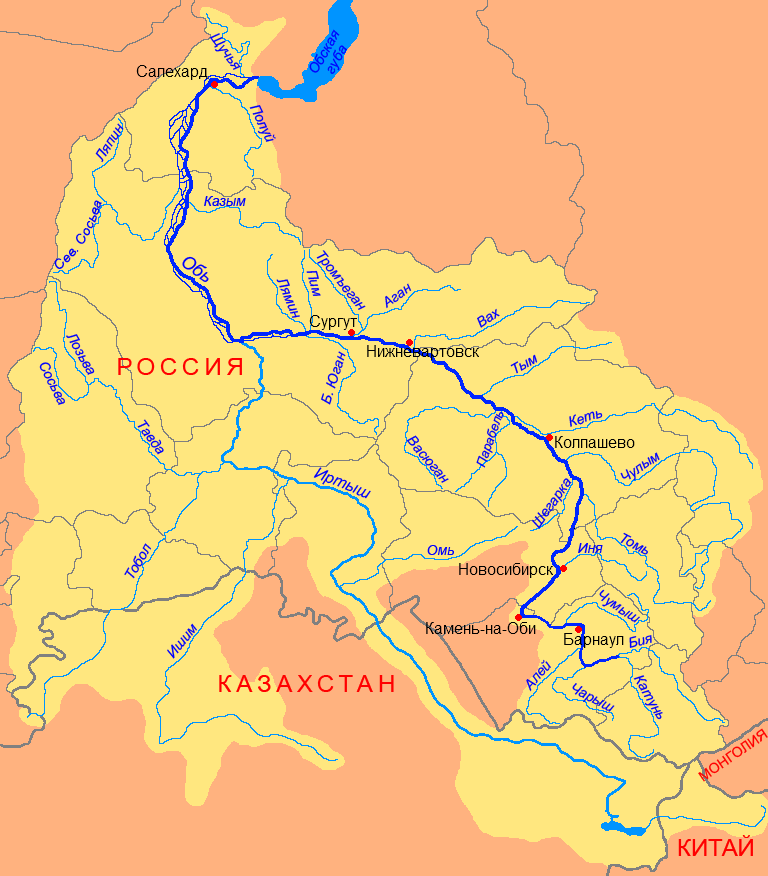
Бассейн Оби

Длина реки — 565 км, площадь водосборного бассейна — 12 300 км². Начинается близ горы Хайду-пай на Полярном Урале двумя рукавами, которые, сливаясь, образуют озеро Большое Щучье, из которого, собственно, и вытекает река Большая Щучья. Течёт по южной части полуострова Ямал, впадая в протоку Малая Обь недалеко от Обской губы.
Питание реки снеговое и дождевое. Половодье с июня по сентябрь. Среднегодовой расход воды — 109 м³/с. Ледостав с октября по начало июня. Зимой перемерзает полностью.
Река Щучья — нерестилище ряпушки, сига, чира.

## Притоки
- 7 км: река без названия
- 34 км: Хояха
- 71 км: Хоросотосё
- 106 км: река без названия
- 137 км: Чулыншор
- 143 км: Танлаваяха
- 146 км: Тарседаяха
- 163 км: река без названия
- 178 км: река без названия
- 183 км: Хэяха
- 190 км: Нганорахаяха
- 226 км: Юнъяха
- 279 км: Вылкасё
- 300 км: Харасавэйяха
- 309 км: Большая Харута
- 321 км: Малая Харута
- 350 км: Сиръю
- 353 км: Нумъяха
- 370 км: Халатальбей
- 372 км: Талбейяха
- 379 км: Малыко
- 399 км: Малая Хадата
- 416 км: Большая Хадата
- 487 км: Едантанё
- 504 км: Певантосё
- 518 км: Гердъизшор
- 531 км: Лаптаяха
- 546 км: Орангъёган
- 550 км: Паётарка
- 560 км: Нгодяяха
- 561 км: Малая Щучья
- 563 км: Сэрмалъяха

## Хозяйственное использование
Река судоходна на протяжении 22 км, от посёлка Белоярск до устья.

## Данные водного реестра
По данным государственного водного реестра России относится к Нижнеобскому бассейновому округу, водохозяйственный участок реки — Обь от города Салехард и до устья, речной подбассейн реки — бассейны притоков Оби ниже впадения Северной Сосьвы. Речной бассейн реки — (Нижняя) Обь от впадения Иртыша.